# Championnat d'Algérie de football 2024-2025
 (septembre 2024).
Si vous disposez d'ouvrages ou d'articles de référence ou si vous connaissez des sites web de qualité traitant du thème abordé ici, merci de compléter l'article en donnant les références utiles à sa vérifiabilité et en les liant à la section « Notes et références ».
Navigation
Ligue 1
2023-2024 Ligue 1
2025-2026
Le championnat d'Algérie de football 2024-2025 est la 63e édition de ladite compétition et la 15e sous l'appellation de Ligue 1. Sa saison débute le 19 septembre 2024, opposant seize clubs dont deux équipes promues depuis la deuxième division de la saison antérieure, l'O Akbou et le ES Mostaganem, champions respectifs des groupes Centre-Est et Centre-Ouest.
Cette saison connaîtra l'introduction de la technologie VAR pour la première fois de l'histoire du Championnat d'Algérie de football,,.

## Participants
L'édition 2024-2025 met donc en lice 16 clubs : 
- les quatorze maintenus de la saison précédente,
- auxquels s'ajoutent les deux promus de Ligue 2 (remplaçant deux clubs relégués : l'ES Ben Aknoun et l'US Souf) :
  - L'Espérance sportive de Mostaganem (ES Mostaganem), déjà participante lors de saison(s) antérieure(s).
  - L'Olympique Akbou (O Akbou) qui joue pour la première fois à ce niveau.

Parmi les 16 clubs participants, le CR Belouizdad et le MC Oran jouent leur 61e saison dans cette compétition ; un seul n'y a pas connu de relégation depuis sa montée (en 1969), la JS Kabylie, ce dernier reste également le club le plus titré en championnat (quatorze titres).
| \| Alger ASO CSC ESS JSK JSS MCO NCM MCEB USB USMK ESM l'OA \| Localisation des clubs engagés dans le championnat. |
| Alger ASO CSC ESS JSK JSS MCO NCM MCEB USB USMK ESM l'OA                                                           |

| \| MCA USMA CRB PAC \| Localisation des clubs algérois engagés en L1. |
| MCA USMA CRB PAC                                                      |

| Club           | au classement final de 2023-2024 | entraîneur initial       | stade                        | capacité | dernière montée en | nombre de saisons passées en D1 |
| -------------- | -------------------------------- | ------------------------ | ---------------------------- | -------- | ------------------ | ------------------------------- |
| MC Alger       | 1er                              | Patrice Beaumelle        | stade Ali-Ammar              | 40 000   | 2003               | 56                              |
| CR Belouizdad  | 2e                               | Corentin Martins         | stade du 20-Août-1955        | 15 000   | 1989               | 60                              |
| CS Constantine | 3e                               | Kheïreddine Madoui       | stade Chahid-Hamlaoui        | 22 500   | 2011               | 29                              |
| USM Alger      | 4e                               | Nabil Maaloul            | stade Omar-Hamadi            | 17 500   | 1995               | 45                              |
| ES Sétif       | 5e                               | Ammar Souayah            | stade du 8-Mai-1945          | 25 000   | 1997               | 57                              |
| Paradou AC     | 6e                               | Abdelkarim Saber Cherif  | stade Omar-Benrabah          | 16 000   | 2017               | 10                              |
| JS Kabylie     | 7e                               | Abdelhak Benchikha       | stade Hocine-Aït-Ahmed       | 50 766   | 1969               | 56                              |
| ASO Chlef      | 8e                               | Samir Zaoui              | stade Mohamed-Boumezrag      | 18 000   | 2019               | 31                              |
| JS Saoura      | 9e                               | Fouad Bouali             | stade du 20-Août-1955        | 20 000   | 2012               | 13                              |
| USM Khenchela  | 10e                              | Moufdi Cherdoud          | stade Amar Hamam             | 10 000   | 2022               | 5                               |
| MC El Bayadh   | 11e                              | Abdelhak Belaid          | stade Zakaria Medjdoub       | 15 000   | 2022               | 3                               |
| NC Magra       | 12e                              | Lyamine Bougherara       | stade des frères-Boucheligue | 5 000    | 2019               | 5                               |
| MC Oran        | 13e                              | Éric Chelle              | stade Miloud-Hadefi          | 40 143   | 2009               | 60                              |
| US Biskra      | 14e                              | Tahar Chérif El-Ouazzani | stade du 18-Février          | 17 500   | 2019               | 8                               |
| ES Mostaganem  | 1er (Ligue 2 CO)                 | Chérif Hadjar            | stade Mohamed-Bensaïd        | 18 000   | 2024               | 8                               |
| O Akbou        | 1er (Ligue 2 CE)                 | Mounir Zeghdoud          | stade de l'Unité Maghrébine  | 17 500   | 2024               | 1                               |

Légende des couleurs
- participants à la Ligue des champions de 2024-2025
- et à la Coupe de la confédération de 2024-2025
- promus de la Ligue 2 de 2023-2024

## Compétition

### Règlement
Le classement est calculé selon le barème de points suivant : une victoire rapporte trois points au vainqueur, le match nul un seul à chaque équipe, et la défaite aucun au vaincu.
En cas d'égalité de points, les critères de départage sont inchangés depuis la saison 2019-2020, se présentant ainsi :
1. plus grand nombre de points obtenus par une équipe lors des matchs joués entre les équipes en question ;
2. meilleure différence de buts obtenue par une équipe lors des matchs joués entre les équipes en question ;
3. meilleure différence de buts obtenue par une équipe sur l'ensemble des matchs joués par les équipes en question lors de la phase aller ;
4. plus grand nombre de buts marqués par une équipe sur l'ensemble des matchs joués par les équipes en question lors de la phase aller ;
5. plus grand nombre de buts marqués par une équipe sur l'ensemble des matchs joués à l'extérieur par les équipes en question lors de la phase aller ;
6. en cas d'égalité concernant tous les critères ci-dessus, un match d'appui est organisé par la LFP sur terrain neutre avec prolongation et le cas échéant tirs au but.

### Classement
Source : Classement de Ligue 1
| Rang | Équipe            | Pts | J  | G  | N  | P  | Bp | Bc | Diff |
| ---- | ----------------- | --- | -- | -- | -- | -- | -- | -- | ---- |
| 1    | MC Alger T        | 58  | 30 | 15 | 13 | 2  | 39 | 19 | +20  |
| 2    | JS Kabylie        | 56  | 30 | 16 | 8  | 6  | 42 | 27 | +15  |
| 3    | CR Belouizdad     | 55  | 30 | 9  | 7  | 4  | 44 | 21 | +23  |
| 4    | Paradou AC        | 41  | 30 | 11 | 8  | 11 | 41 | 39 | +2   |
| 5    | JS Saoura         | 41  | 30 | 11 | 8  | 11 | 32 | 35 | -3   |
| 6    | ES Sétif          | 41  | 30 | 11 | 8  | 11 | 21 | 24 | -3   |
| 7    | USM Khenchela     | 40  | 30 | 11 | 7  | 12 | 28 | 38 | -10  |
| 8    | USM Alger C       | 40  | 30 | 10 | 10 | 10 | 26 | 26 | 0    |
| 9    | MC Oran           | 40  | 30 | 12 | 4  | 14 | 32 | 33 | -1   |
| 10   | CS Constantine    | 39  | 30 | 9  | 12 | 9  | 31 | 31 | 0    |
| 11   | Olympique Akbou P | 38  | 30 | 9  | 11 | 10 | 23 | 21 | +2   |
| 12   | MC El Bayadh      | 36  | 30 | 9  | 9  | 12 | 23 | 26 | -3   |
| 13   | ASO Chlef         | 34  | 30 | 7  | 13 | 10 | 24 | 27 | -3   |
| 14   | ES Mostaganem P   | 34  | 30 | 8  | 10 | 12 | 23 | 31 | -8   |
| 15   | NC Magra          | 31  | 30 | 7  | 10 | 13 | 23 | 35 | -12  |
| 16   | US Biskra         | 20  | 30 | 3  | 11 | 16 | 12 | 31 | -19  |

Qualifications africaines
- Ligue des champions 2025-2026
- Coupe de la confédération 2025-2026[Notes 1]

Relégation
- en Ligue 2 2024-2025

Abréviations
- T : Champion d'Algérie en titre
- P : promu de Ligue 2 2023-2024
- C : Vainqueur de la Coupe d'Algérie 2024-2025

### Résultats
Source : résultats par journée sur le site de la Ligue 1.

### Résultats détaillés
Mise-à-jour après la 30e journée.
| Résultats (▼dom., ►ext.)                                   | ASO | CRB | CSC | ESM | ESS | JSK | JSS | MCA | MCEB | MCO | NCM | OA  | PAC | USB | USMA | USMK |
| ASO Chlef                                                  |     | 1-1 | 0-0 | 2-0 | 0-1 | 1-0 | 1-2 | 0-0 | 2-0  | 1-0 | 2-2 | 0-0 | 2-0 | 1-1 | 0-0  | 1-1  |
| CR Belouizdad                                              | 2-0 |     | 0-2 | 3-2 | 0-0 | 1-1 | 3-0 | 1-1 | 2-3  | 2-0 | 4-0 | 1-0 | 2-1 | 2-0 | 1-1  | 3-0  |
| CS Constantine                                             | 2-2 | 0-2 |     | 0-0 | 2-1 | 1-1 | 2-2 | 1-1 | 0-1  | 2-2 | 0-0 | 2-1 | 2-1 | 3-0 | 1-0  | 2-1  |
| ES Mostaganem                                              | 1-0 | 0-2 | 0-0 |     | 1-0 | 0-0 | 1-1 | 1-1 | 0-0  | 2-1 | 2-1 | 1-1 | 0-2 | 1-0 | 0-1  | 2-0  |
| ES Sétif                                                   | 1-0 | 1-0 | 0-1 | 1-0 |     | 2-2 | 1-0 | 0-0 | 1-0  | 1-0 | 0-0 | 1-0 | 1-2 | 1-0 | 1-1  | 0-1  |
| JS Kabylie                                                 | 1-0 | 3-2 | 2-3 | 2-1 | 2-0 |     | 1-2 | 1-2 | 3-0  | 2-1 | 2-1 | 2-1 | 2-1 | 0-0 | 0-0  | 1-0  |
| JS Saoura                                                  | 1-1 | 1-3 | 2-0 | 0-0 | 3-2 | 1-1 |     | 0-0 | 1-0  | 2-0 | 1-0 | 2-1 | 3-2 | 2-0 | 2-1  | 1-1  |
| MC Alger                                                   | 0-0 | 1-3 | 2-1 | 5-2 | 4-1 | 3-2 | 1-0 |     | 0-0  | 1-0 | 0-0 | 0-0 | 1-1 | 0-0 | 1-0  | 2-2  |
| MC El Bayadh                                               | 2-1 | 0-0 | 1-1 | 1-1 | 1-0 | 1-2 | 1-0 | 0-1 |      | 1-0 | 4-0 | 0-1 | 1-1 | 0-1 | 2-1  | 1-2  |
| MC Oran                                                    | 0-0 | 1-2 | 1-0 | 1-0 | 1-0 | 2-0 | 2-0 | 0-2 | 3-2  |     | 2-1 | 1-0 | 2-0 | 1-0 | 4-0  | 0-0  |
| NC Magra                                                   | 2-0 | 1-0 | 2-1 | 1-0 | 0-0 | 1-3 | 2-0 | 1-2 | 0-0  | 2-1 |     | 1-1 | 1-1 | 2-2 | 0-0  | 2-0  |
| Olympique Akbou                                            | 0-0 | 0-0 | 0-0 | 1-2 | 0-1 | 0-0 | 2-1 | 1-0 | 0-1  | 3-1 | 1-0 |     | 1-2 | 2-0 | 0-0  | 2-1  |
| Paradou AC                                                 | 2-0 | 1-2 | 2-0 | 1-3 | 0-0 | 0-3 | 2-0 | 1-3 | 0-0  | 2-2 | 2-0 | 1-3 |     | 2-1 | 3-1  | 4-0  |
| US Biskra                                                  | 1-2 | 0-0 | 1-1 | 0-0 | 0-0 | 0-1 | 2-1 | 0-1 | 0-0  | 0-2 | 1-0 | 0-1 | 0-1 |     | 0-0  | 1-2  |
| USM Alger                                                  | 1-2 | 0-0 | 2-1 | 1-0 | 1-0 | 0-1 | 2-0 | 0-3 | 1-0  | 3-0 | 2-0 | 1-1 | 1-1 | 2-1 |      | 3-0  |
| USM Khenchela                                              | 3-2 | 0-0 | 1-0 | 2-0 | 2-3 | 0-1 | 1-3 | 0-1 | 1-0  | 2-1 | 1-0 | 1-0 | 2-2 | 0-0 | 1-0  |      |
| - Victoire à domicile - Match nul - Victoire à l'extérieur |     |     |     |     |     |     |     |     |      |     |     |     |     |     |      |      |

### Domicile et extérieur
| Rang | Équipe          | Pts | J  | G | N | P | Bp | Bc | Diff |
| ---- | --------------- | --- | -- | - | - | - | -- | -- | ---- |
| 1    | MC Oran         | 35  | 15 | 5 | 2 | 0 | 7  | 0  | +7   |
| 2    | JS Kabylie      | 32  | 15 | 4 | 2 | 0 | 8  | 4  | +4   |
| 3    | JS Saoura       | 32  | 15 | 4 | 1 | 2 | 11 | 7  | +4   |
| 4    | CR Belouizdad   | 31  | 15 | 9 | 4 | 2 | 27 | 11 | +16  |
| 5    | USM Alger       | 30  | 15 | 9 | 3 | 3 | 20 | 10 | +10  |
| 6    | MC Alger        | 28  | 15 | 7 | 7 | 1 | 21 | 12 | +9   |
| 7    | ES Sétif        | 28  | 15 | 8 | 4 | 3 | 12 | 7  | +5   |
| 8    | NC Magra        | 27  | 15 | 7 | 6 | 2 | 18 | 11 | +7   |
| 9    | USM Khenchela   | 27  | 15 | 8 | 3 | 4 | 17 | 13 | +4   |
| 10   | CS Constantine  | 25  | 15 | 6 | 7 | 2 | 20 | 15 | +5   |
| 11   | Paradou AC      | 24  | 15 | 7 | 3 | 5 | 23 | 18 | +5   |
| 12   | ES Mostaganem   | 24  | 15 | 6 | 6 | 3 | 12 | 10 | +2   |
| 13   | ASO Chlef       | 23  | 15 | 5 | 8 | 2 | 14 | 8  | +6   |
| 14   | Olympique Akbou | 23  | 15 | 6 | 5 | 4 | 13 | 9  | +4   |
| 15   | MC El Bayadh    | 22  | 15 | 6 | 4 | 5 | 16 | 12 | +4   |
| 16   | US Biskra       | 12  | 15 | 2 | 6 | 7 | 6  | 12 | -6   |

| Rang | Équipe          | Pts | J  | G | N | P  | Bp | Bc | Diff |
| ---- | --------------- | --- | -- | - | - | -- | -- | -- | ---- |
| 1    | MC Alger        | 30  | 15 | 8 | 6 | 1  | 18 | 7  | +11  |
| 2    | CR Belouizdad   | 24  | 15 | 6 | 6 | 3  | 17 | 10 | +7   |
| 3    | JS Kabylie      | 24  | 15 | 6 | 6 | 3  | 18 | 13 | +5   |
| 4    | Paradou AC      | 17  | 15 | 4 | 5 | 6  | 18 | 21 | -3   |
| 5    | Olympique Akbou | 14  | 15 | 3 | 5 | 7  | 11 | 14 | -3   |
| 6    | CS Constantine  | 14  | 15 | 3 | 5 | 7  | 11 | 16 | -5   |
| 7    | MC El Bayadh    | 14  | 15 | 3 | 5 | 7  | 7  | 14 | -7   |
| 8    | ES Sétif        | 13  | 15 | 3 | 4 | 8  | 9  | 17 | -8   |
| 9    | USM Khenchela   | 13  | 15 | 3 | 4 | 8  | 11 | 25 | -14  |
| 10   | ASO Chlef       | 11  | 15 | 2 | 5 | 8  | 10 | 19 | -9   |
| 11   | JS Saoura       | 11  | 15 | 3 | 2 | 10 | 12 | 24 | -12  |
| 12   | ES Mostaganem   | 10  | 15 | 2 | 4 | 9  | 11 | 21 | -10  |
| 13   | USM Alger       | 10  | 15 | 1 | 7 | 7  | 6  | 16 | -10  |
| 14   | US Biskra       | 8   | 15 | 1 | 5 | 9  | 6  | 19 | -13  |
| 15   | MC Oran         | 5   | 15 | 1 | 2 | 12 | 11 | 26 | -15  |
| 16   | NC Magra        | 4   | 15 | 0 | 4 | 11 | 5  | 24 | -19  |

## Statistiques

### Buts marqués par journée
Ce graphique représente le nombre de buts marqués lors de chaque journée, soit un total de 467 buts (moyenne de 15.56 buts par journée).

## Buteurs
| 1 | Adil Boulbina    | 20 | Paradou AC    |
| 2 | Aymen Mahious    | 14 | CR Belouizdad |
| 3 | Yawo Agbagno     | 10 | ASO Chlef     |
| 4 | Hamid Djaouchi   | 9  | USM Khenchela |
| 5 | Redouane Berkane | 8  | JS Kabylie    |

## Parcours en Coupes d'Afrique
| Club           | Compétition                             | Résultat          | Ultime(s) adversaire(s) | Ultime(s) adversaire(s) | Ultime(s) adversaire(s) |
| -------------- | --------------------------------------- | ----------------- | ----------------------- | ----------------------- | ----------------------- |
| MC Alger       | Ligue des champions de la CAF 2024-2025 | Quart de finale   | Orlando Pirates FC      | Orlando Pirates FC      | Orlando Pirates FC      |
| CR Belouizdad  | Ligue des champions de la CAF 2024-2025 | Phase des Groupes | Al-Ahly SC              | Orlando Pirates FC      | Stade d'Abidjan         |
| CS Constantine | Coupe de la confédération 2024-2025     | Demi finale       | RS Berkane              | RS Berkane              | RS Berkane              |
| USM Alger      | Coupe de la confédération 2024-2025     | Quart de finale   | CS Constantine          | CS Constantine          | CS Constantine          |

## Bilan de la saison
Les données ci-dessous sont vouées à évoluer au fur et à mesure du déroulement de la saison.
- Meilleure attaque : CR Belouizdad (44 buts).
- Meilleure défense : MC Alger (19 buts).
- Premier but de la saison : 
  -  Akram Djahnit   11e (pen.) pour l'ES Sétif contre le MC El Bayadh (1 - 0), le 19 septembre 2024 (1re journée).
- Dernier but de la saison : 
  -  Oussama Benattia   90+4e pour le MC Oran contre l'USM Alger (4 - 0), le 20 juin 2025 (30e journée).
- Premier but contre son camp :
  -  Kamel Belmiloud   11e (csc) pour le MC Oran contre la JS Saoura (2 - 0), le 24 septembre 2024 (1re journée).
- Premier but sur penalty : 
  -  Akram Djahnit   11e (pen.) pour l'ES Sétif contre le MC El Bayadh (1 - 0), le 19 septembre 2024 (1re journée).
- Premier carton jaune :
  -  Mohamed Imad Reguieg  53e pour l'ES Sétif contre le MC El Bayadh (1 - 0), le 19 septembre 2024 (1re journée).
- Premier carton rouge : 
  -  Aymen Zakarya Sais    69epour le Paradou AC contre l'ASO Chlef (2 - 0), le 21 septembre 2024 (1re journée).
- Journée de championnat la plus riche en buts : 27 buts (4e journée).
- Journée de championnat la plus pauvre en buts : 11 buts (2e, 3e, 6e et 14e journée).
- Nombre de buts inscrits durant la saison : 467 buts (moyenne de 15 buts par journée).
- Plus grand nombre de buts dans une rencontre : 7 buts
  - 5 - 2 lors de MC Alger - ES Mostaganem, le 12 juin 2025 (28e journée).
- Plus large victoire à domicile : 4 buts d'écart
  - 4 - 0 lors de MC El Bayadh - NC Magra, le 19 octobre 2024 (4e journée).
  - 4 - 0 lors de Paradou AC - USM Khenchela, le 8 novembre 2024 (8e journée).
  - 4 - 0 lors de CR Belouizdad - NC Magra, le 5 avril 2024 (21e journée).
  - 4 - 0 lors de MC Oran - USM Alger, le 20 juin 2025 (30e journée).
- Plus large victoire à l'extérieur : 3 buts d’écart
  - 0 - 3 lors de Paradou AC - JS Kabylie, le 6 octobre 2024 (3e journée).
  - 0 - 3 lors de USM Alger - MC Alger, le 24 janvier 2025 (7e journée).
- Champion d'automne : 28 points
  - MC Alger
- Champion : 58 points
  - MC Alger

| Championnat d'Algérie de football 2024-2025 |                     |
| Champion                                    | MC Alger (9e titre) |
| Dauphin                                     | JS Kabylie          |
| Champion d'automne                          | MC Alger            |
| Coupes et trophées                          |                     |
| Vainqueur de la Coupe d'Algérie 2024-2025   | USM Alger           |
| Ligue des champions 2025-2026               | MC Alger            |
| Ligue des champions 2025-2026               | JS Kabylie          |
| Coupe de la confédération 2025-2026         | USM Alger           |
| Coupe de la confédération 2025-2026         | CR Belouizdad       |
| Promotions et relégations                   |                     |
| Promus en Ligue 1 Mobilis                   | MB Rouissat         |
| Promus en Ligue 1 Mobilis                   | ES Ben Aknoun       |
| Relégués en Ligue 2                         | NC Magra            |
| Relégués en Ligue 2                         | US Biskra           |